# Wyeomyia subcomplosa
Wyeomyia subcomplosa är en tvåvingeart som först beskrevs av Ponte 1939.  Wyeomyia subcomplosa ingår i släktet Wyeomyia och familjen stickmyggor. Inga underarter finns listade i Catalogue of Life.